# Końskowola

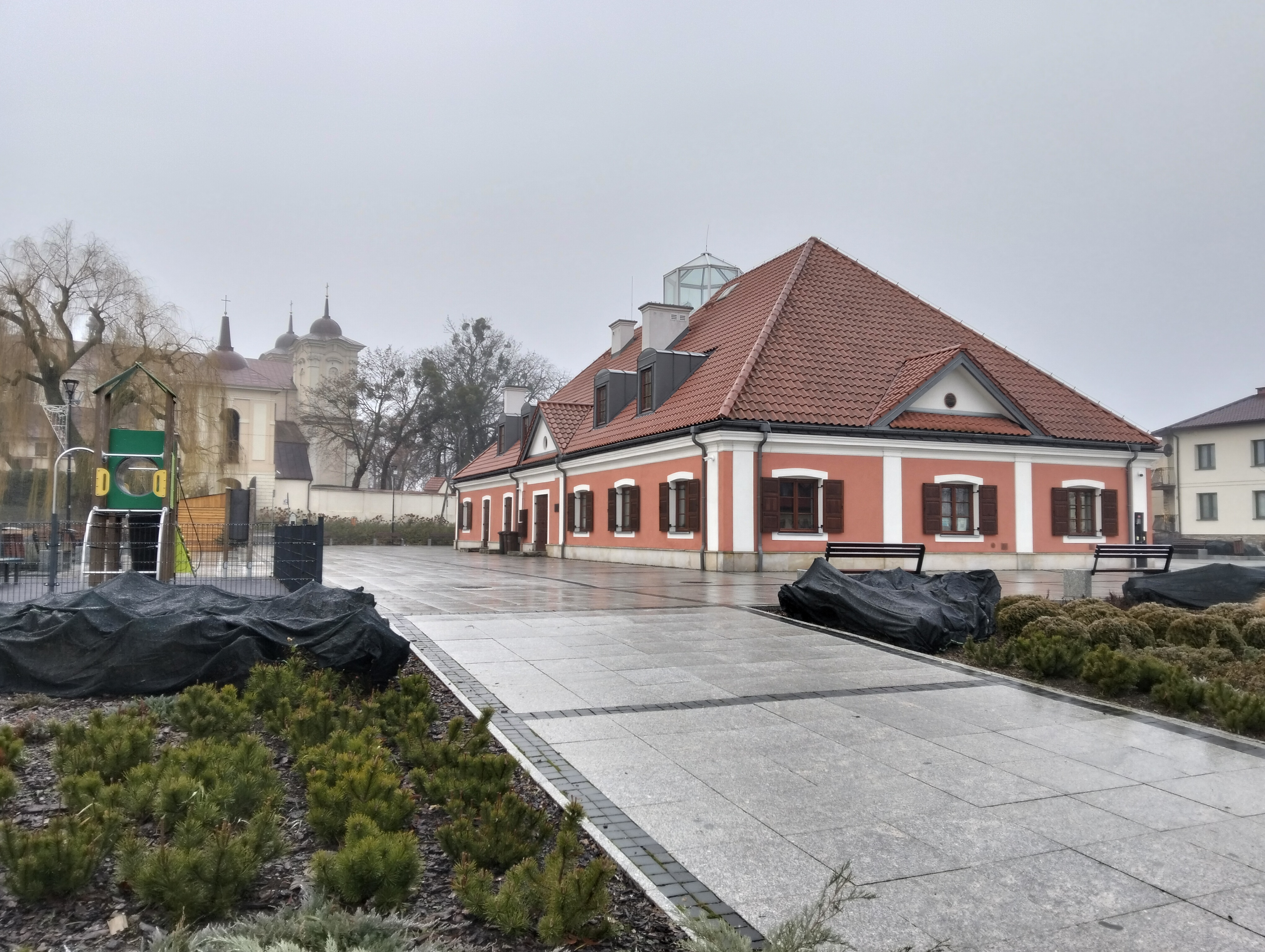
Rynek z ratuszem i kościołem

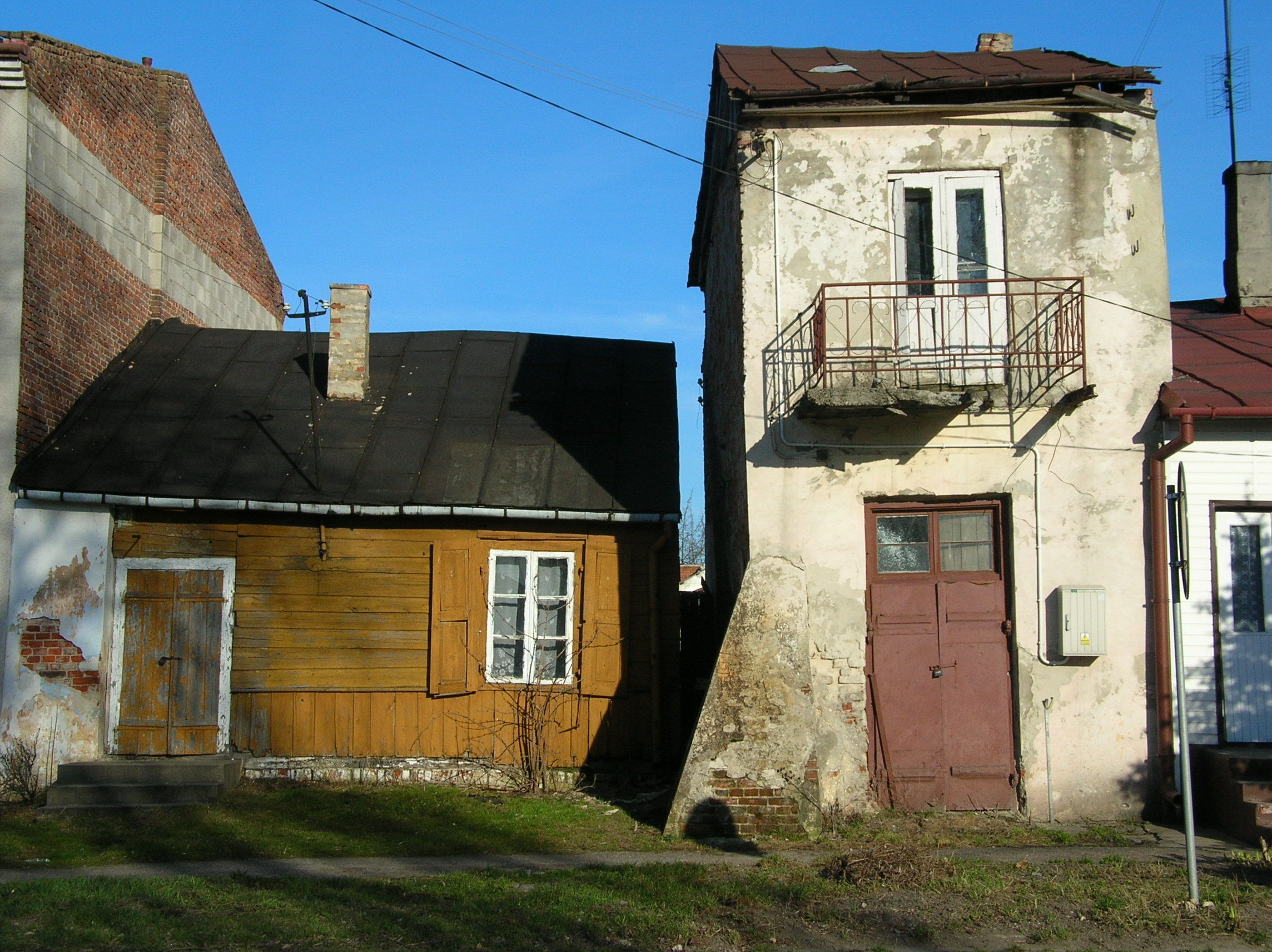
Stare domy przy rynku w Końskowoli

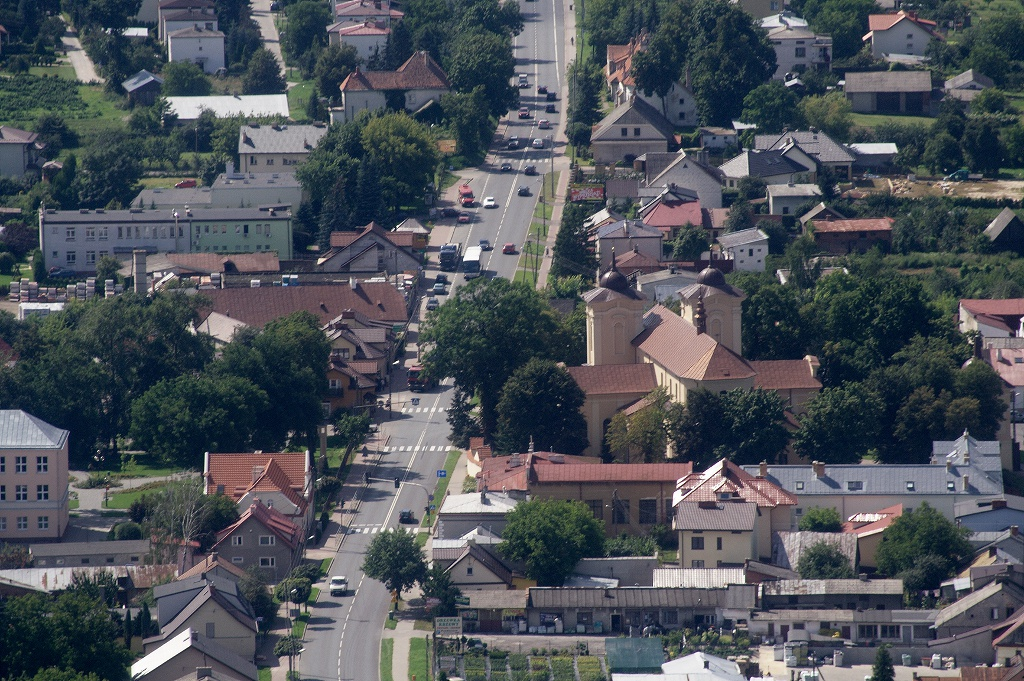
Centrum Końskowoli z kościołem pw. Znalezienia Krzyża św. i św. Andrzeja. Widoczna trasa Lublin – Puławy przechodząca przez miejscowość

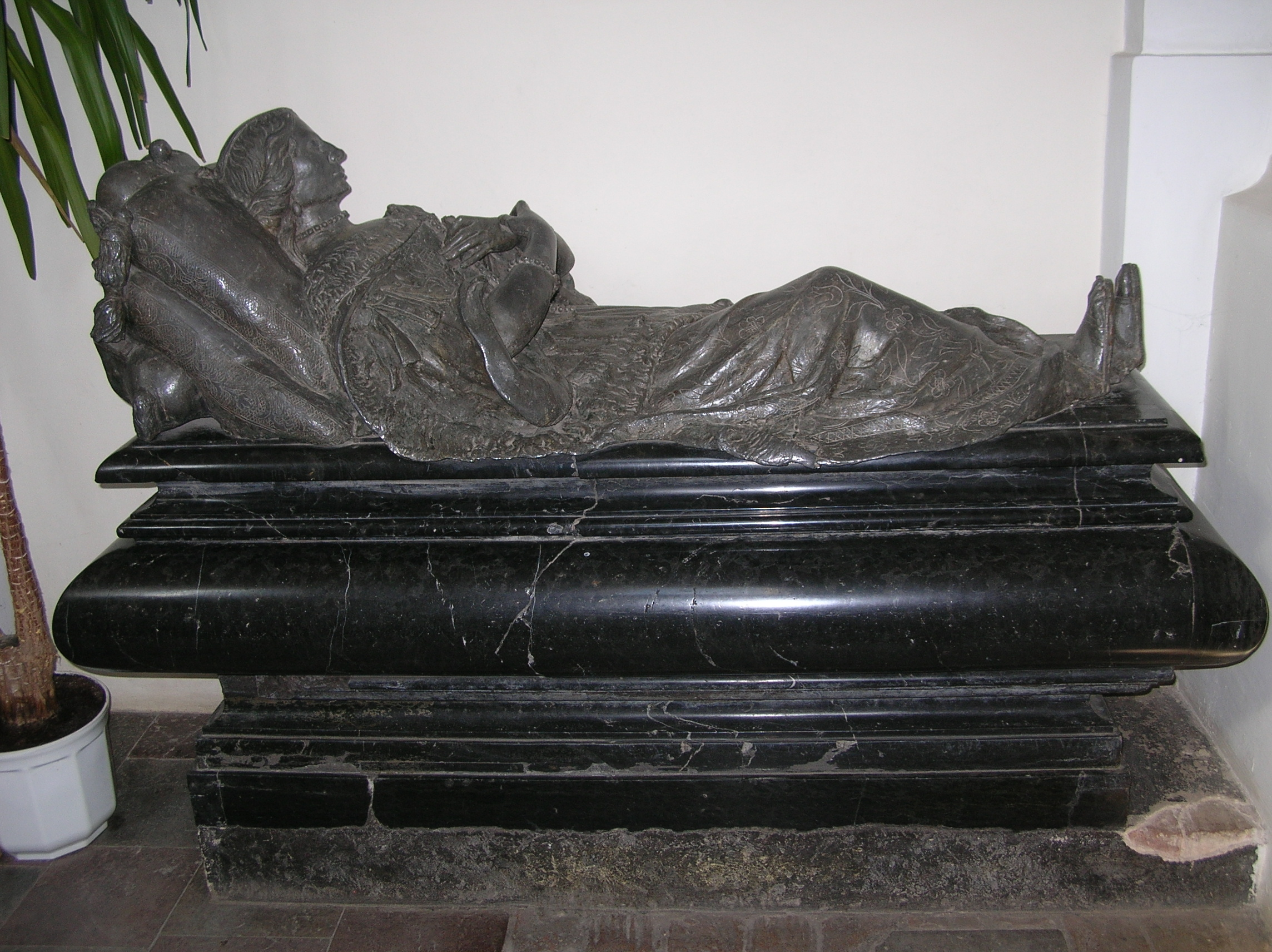
Nagrobek Zofii z Opalińskich Lubomirskiej

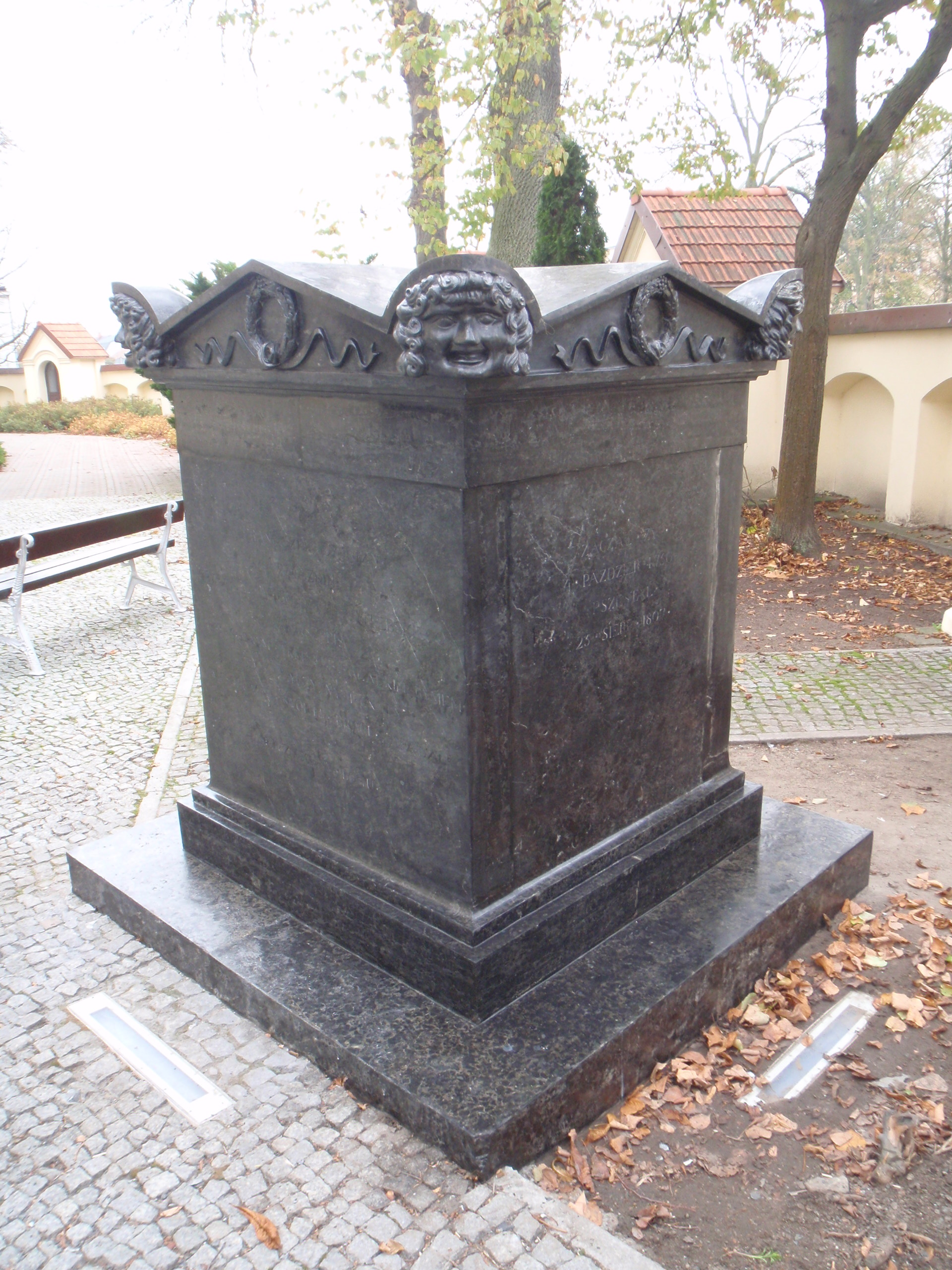
Nagrobek Franciszka Dionizego Kniaźnina

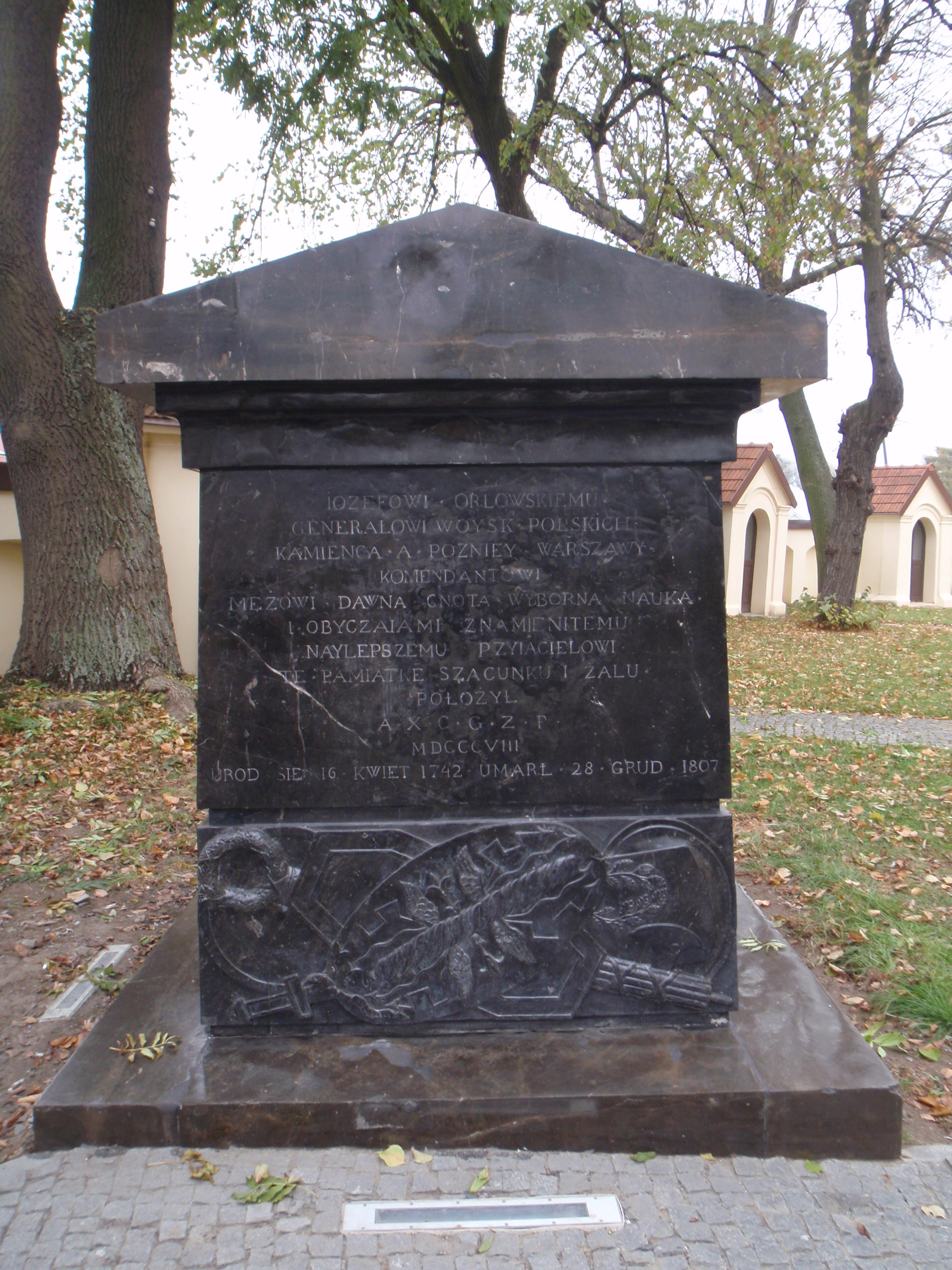
Nagrobek gen. Józefa Orłowskiego

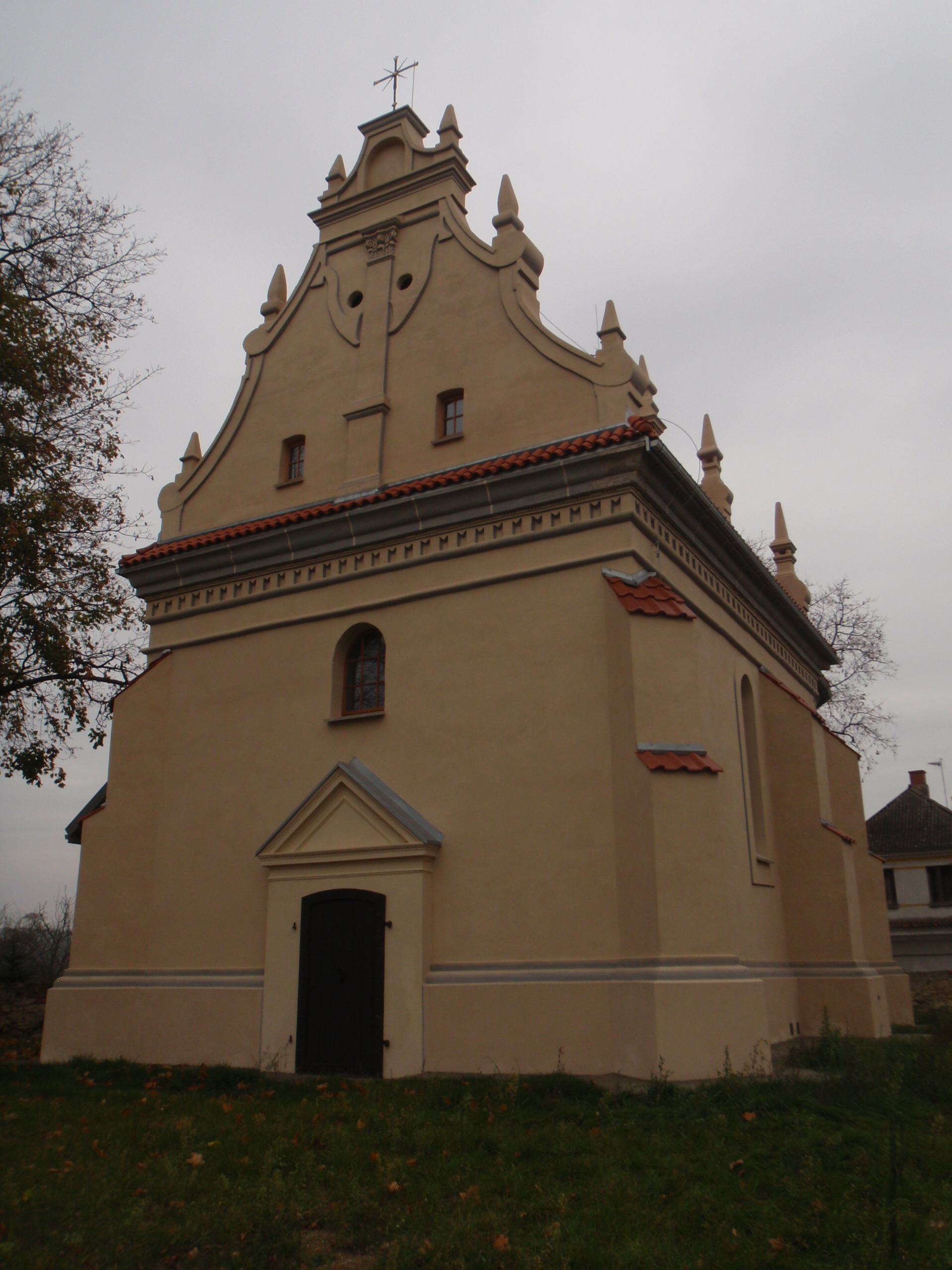
Końskowola, kościół pw. św. Anny

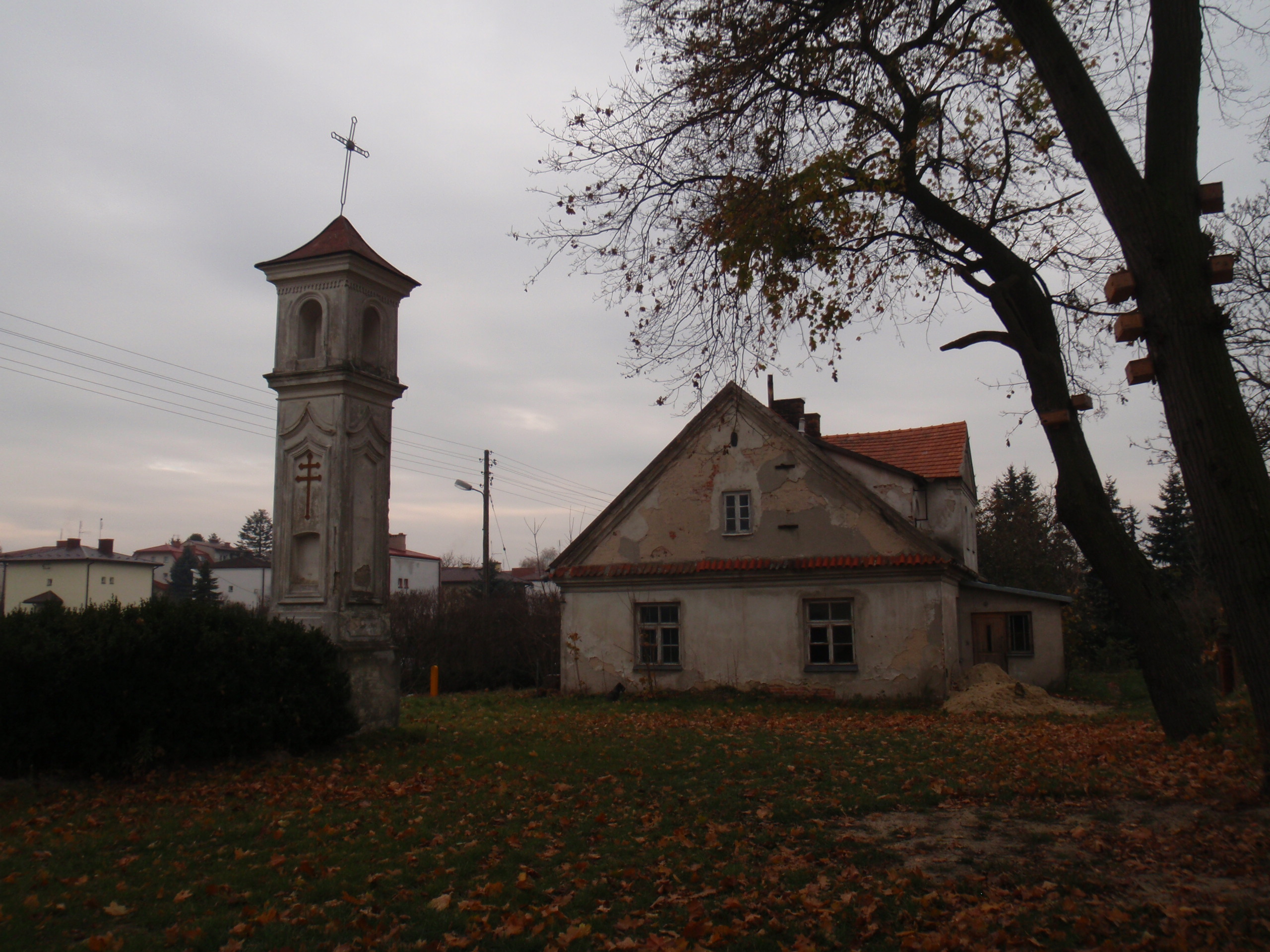
Końskowola, kapliczka słupowa przy kościele pw. św. Anny, w tle budynek dawnego szpitala

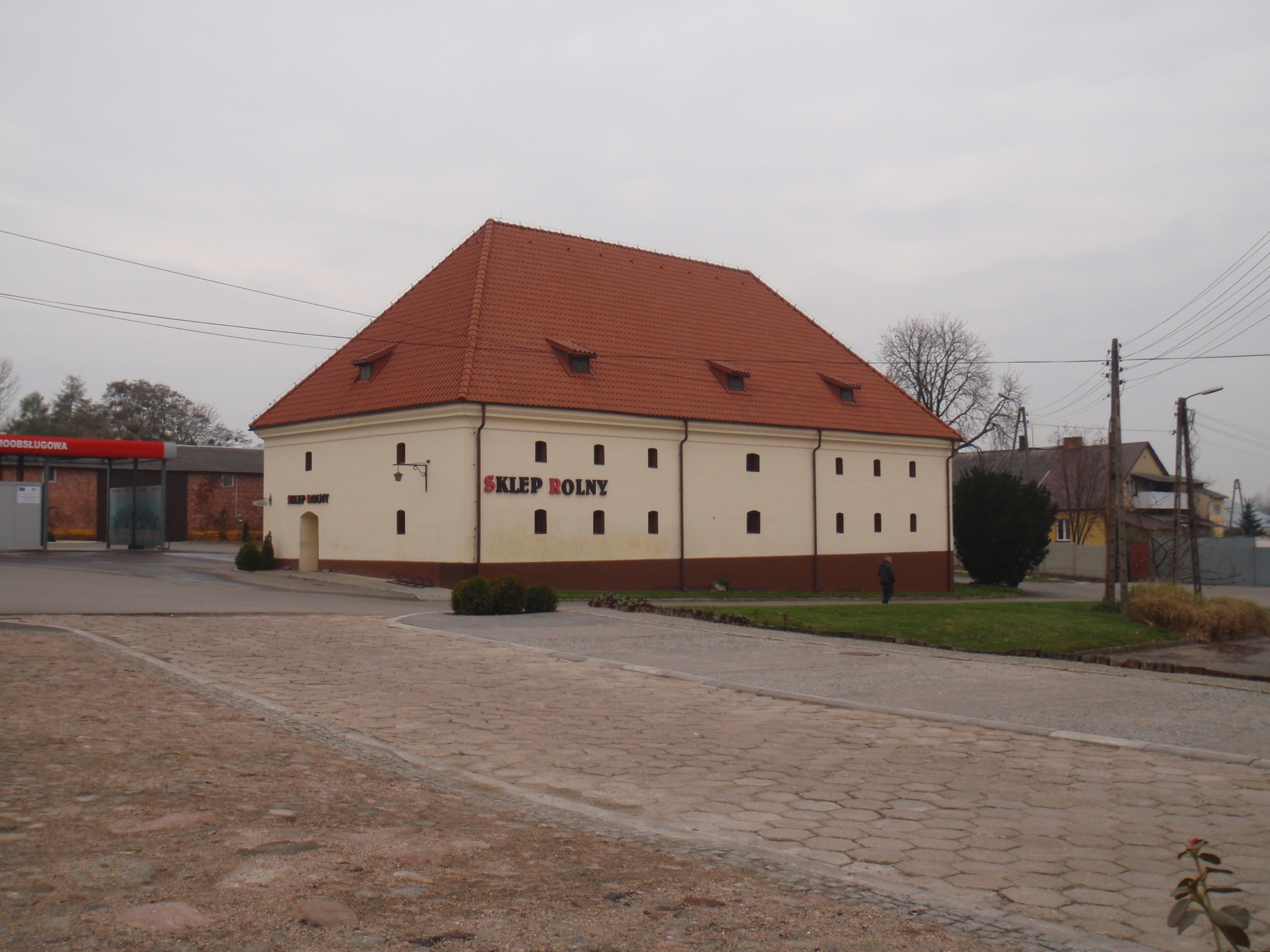
Zabytkowy spichlerz w Końskowoli

Końskowola – miasto w Polsce, położone w województwie lubelskim, w powiecie puławskim, siedziba gminy Końskowola.
Według Narodowego Spisu Powszechnego z roku 2011 liczyła 2188 mieszkańców.
Końskowola uzyskała lokację miejską 8 czerwca 1532. Została pozbawiona praw miejskich 31 maja 1870, tworząc wiejską gminę Końskowola w powiecie nowoaleksandryjskim, wstępnie w granicach dotychczasowego miasta, a w latach 1925–1954 obejmując także sąsiednie wsie. W latach 1954–1972 siedziba gromady Końskowola w powiecie puławskim, a od 1973 reaktywowanej gminy Końskowola. W latach 1975–1998 miejscowość administracyjnie należała do  województwa lubelskiego. 1 stycznia 2025 Końskowola odzyskała status miasta.
Miasto jest siedzibą rzymskokatolickiej parafii Znalezienia Krzyża Świętego i św. Andrzeja Apostoła.

## Położenie
Końskowola leży na Wysoczyźnie Lubartowskiej, nad rzeką Kurówką, w odległości 2 kilometrów na wschód od Puław oraz 10 km na zachód od Kurowa i 42 km od Lublina.
Miejscowość położona historycznie w ziemi sandomierskiej, a następnie w ziemi lubelskiej. Końska-Wola, będąca własnością szlachecką, położona była w drugiej połowie XVI wieku w powiecie lubelskim województwa lubelskiego.

## Toponimia
W połowie XV wieku obok wsi zwanej Witowska vel Konińska Wola lokowali Konińscy nową osadę, która przyjęła nazwę od poprzedniej. Dawniejsze centrum klucza ich dóbr zaczęto odtąd nazywać Starą Wsią, nową w 1473 r. zapisano „Konskavola”. Obie osady odnotowano w 1486 r. jako „Wolya dieta Starawyesch” i „Wythowska Wolya”. W 1502 r. zapisano „Conska Vola”, podobnie w 1529 roku, a w 1531 r. „Coninska Wola”. W 1532 r. wieś ta stała się miastem. W 1542 r. równolegle żyła jeszcze wcześniejsza forma nazwy: „Wola Koninska”, która obok formy „Konska Wola” dominuje w zapisach XVI-XVIII wieku.
Od 1827 roku (spis) obowiązuje pisownia nazwy: Końskowola.

## Historia
Najstarsze ślady ludzkiej obecności w okolicach Końskowoli należy datować na 10 000 r. p.n.e. Zorganizowane ludzkie osady istniały w okolicy od X wieku.

### Początki
Data lokacji Końskowoli jest nieznana. Jej początki należy wiązać z sąsiednimi Witowicami, które wystarczająco ludne i zagospodarowane, dały początek Woli Witowskiej. Miało to miejsce zapewne w ciągu XIV wieku. Wystawiono tu kościół, który nie od razu stał się jednak siedzibą parafii. Spis parafii z 1375 nie wymienia Woli Witowskiej; Jan Długosz podaje, że parafię erygował biskup Piotr Wysz, a więc miało to miejsce nie wcześniej niż w końcu 1392 r. Dzięki kościołowi i temu, że tu rezydowali właściciele okolicznych dóbr, to Witowska Wola, a nie starsze Witowice, stała się centrum administracyjnym, handlowym i kulturalnym okolicy (tzw. klucza końskowolskiego).
Pierwsze większe wzmianki o miejscowości występują w Liber beneficiorum Jana Długosza. W Końskowoli Tęczyńscy wystawili dwór mieszkalny, opisywany jako fortalicja. Dwór długo uchodził za kompletnie zniszczony. Dopiero wykonane na początku XXI wieku badania wykazały, że pozostałością po nim jest budynek plebanii położony naprzeciw kościoła św. Anny.
Miasto wraz z zamkiem i folwarkiem wchodziło w 1662 roku w skład majętności końskowolskiej Łukasza Opalińskiego.

### Okres miejski i XIX wiek
Promesę na nadanie praw miejskich miecznik wielki koronny Andrzej Tęczyński uzyskał 8 czerwca 1532. W okresie miejskim Końskowola była znaczącym ośrodkiem rolno-przemysłowym. Sprowadzenie się Czartoryskich do Puław tylko wzmocniło rolę Końskowoli, w której znajdowało się centrum administracyjne majątku. Wybrukowana za ich czasów droga z Końskowoli do Puław była pierwszą drogą bitą w całym województwie lubelskim.
W 1777 w dobrach końskowolskich Czartoryskich (dokładna lokalizacja nie jest znana) podjęto kilkumiesięczne, bezskuteczne poszukiwania pokładów soli. 
W XIX wieku Końskowola stała się także znaczącym ośrodkiem włókienniczym, przede wszystkim wskutek powiązań miejscowych producentów z przedsiębiorcami rosyjskimi. Prosperita przyciągała imigrantów, między innymi z Saksonii.
Na skutek postanowienia Komitetu Urządzającego z dnia 6 (18) lutego 1870 roku, Końskowola, podobnie jak wiele innych podobnych jej wielkością sąsiednich miejscowości, utraciła w dniu 18 marca 1870 prawa miejskie, uzyskując w zamian status osady. Jako powód tej reformy administracyjnej podawano wiejski charakter miejscowości, ale wśród motywów władzy mogło być też chęć ukarania lokalnej społeczności za poparcie udzielone powstaniu styczniowemu. Wielu mieszkańców wzięło bowiem czynny udział w walkach, a sama miejscowość przez pewien okres odgrywała rolę bazy wypadowej dla ugrupowań partyzanckich, między innymi grupy Józefa Jankowskiego ps. Szydłowski, która to grupa walczyła w bitwie pod Żyrzynem.
W 1875 roku pożar strawił w miejscowości 80 budynków. Inny duży pożar miał miejsce 24 maja 1891 roku, kiedy to spłonęło 99 domów i 40 budynków gospodarskich. Między 1897 a 1914 rokiem ludność Końskowoli powiększyła się z około 3200 do 5675 osób.

### XX i XXI wiek
Niepokoje lat 1905–1906 nie ominęły Końskowoli. 1 maja 1905 kilkuset mieszkańców Końskowoli oraz okolicznych miejscowości zebrało się w celu przeprowadzenia pochodu i zdemolowania urzędu gminnego; niesiono czerwone flagi, śpiewano pieśni rewolucyjne. Manifestację rozpędzili Kozacy. 16 lipca odbył się w zakładach włókienniczych wiec solidarnościowy z pracownikami zakładów łódzkich, a następnie manifestacja. Strajkowano również w 1906, w tym w dniu 1 maja; ponadto sześciokrotnie rozbijano sklepy monopolowe (przynoszące państwu podatki), miał miejsce również bojkot wyborów do Dumy. Władze, walcząc z wystąpieniami, 12 stycznia 1906 i w dniach następnych przeprowadziły pacyfikację miejscowości, polegającą na aresztowaniach, publicznym biciu. W lecie 1911 w osadzie wybuchł pożar, spaliła się północna część miasta z rynkiem, łącznie sto kilkanaście domów. 
Kiedy wybuchła I wojna światowa, Rosjanie zarządzili ewakuację zakładów przemysłowych i spalili część miejscowości, wielu mężczyzn wcielono do wojska. Podczas I wojny światowej w wyniku walk w 1915 r., wg danych zebranych przez Biuro Statystyczne pod kierunkiem Henryka Wiercieńskiego, aż 326 na 333 zewidencjonowanych budynków w Końskowoli zostało zniszczonych. Zniszczona została przede wszystkim zabudowa północnej i wschodniej pierzei rynku oraz znajdujące się na tyłach tych pierzei kwartały zabudowy. Ocalała zachodnia pierzeja rynku, gdzie do chwili obecnej przetrwały murowane, parterowe budynki z charakterystycznymi sklepionymi sieniami, usytuowanymi w skrajnej osi. Zniszczona też została całkowicie murowana, barokowa dzwonnica obok kościoła wzniesiona w 1778 r. z fundacji ks. Adama Czartoryskiego i wg projektu Józefa Mayera.
- W 1926 mieszkańcy podjęli bezskuteczną inicjatywę w sprawie przywrócenia praw miejskich. Istniały w Końskowoli: straż pożarna, koło gospodyń wiejskich, Związek Młodzieży Wiejskiej, Stowarzyszenie Młodzieży. W 1934 powstało boisko sportowe. Odbywały się tu liczne wiece polityczne[33].

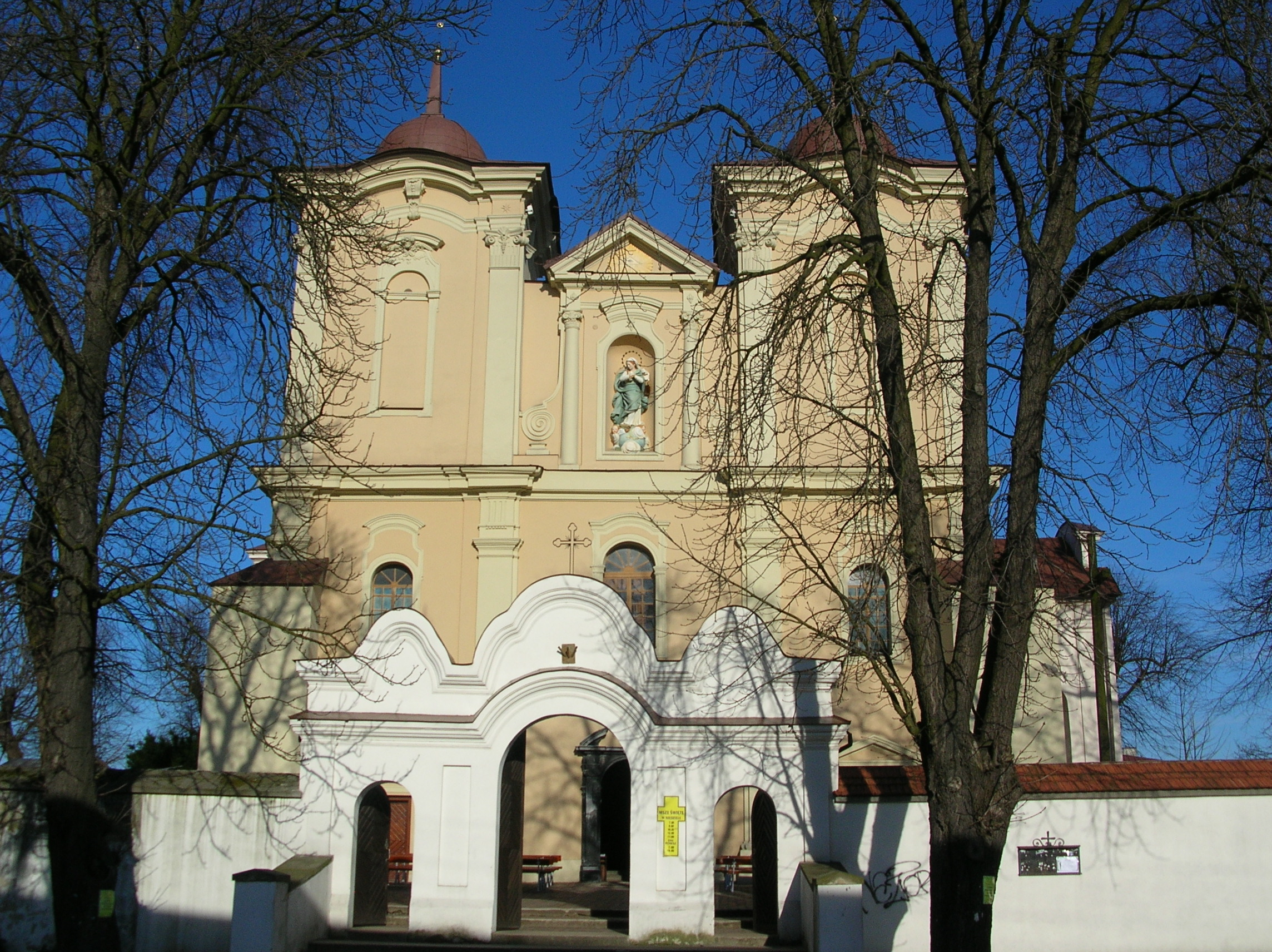
kościół parafialny

Naloty niemieckie, które tak dotknęły pobliskie Puławy i Kurów, szczęśliwie ominęły Końskowolę. Została ona zajęta przez Niemców 15 września 1939. Powiat puławski był przez okupanta traktowany przede wszystkim jako rezerwuar siły roboczej i żywności. Na Końskowolę nałożono obowiązek (tzw. kontyngent) utrzymywania 22 tysięcy Niemców. W 1940 istniał tu krótko obóz dla jeńców wojennych; istniał tu także w latach 1940–1943 obóz pracy, związany z przebudową pobliskiej linii kolejowej, dróg oraz folwarkiem rolnym.
W okresie międzywojennym istniała tu spora społeczność żydowska, posiadająca między innymi bożnicę i kirkut. Do Żydów należała również większość zakładów usługowych i sklepów. Okupant utworzył tu getto, do którego zwożono między innymi ludność z Puław, a także z zagranicy, głównie ze Słowacji. Likwidacja getta nastąpiła w październiku 1942 roku, wskutek masowych mordów w pobliskim lasku, oraz wywiezienia części ludności do Sobiboru. Szacuje się, że podczas likwidacji getta na skraju miejscowości rozstrzelano od 800 do 1000 ludzi. Po wymordowaniu ludności żydowskiej, liczba mieszkańców osady spadła do 1489.
W miejscowości rozwijał się ruch oporu, działały organizacje zbrojne. Szczególnie silne były tu Bataliony Chłopskie. W maju 1944 dwaj partyzanci z tej organizacji rozbroili dwóch Niemców. Odbywały się tutaj także tajne komplety, na poziomie nauczania szkoły elementarnej i, od 1942, także średniej.
Wyzwolenie osady nastąpiło 25 lipca 1944 i należy wiązać je z Akcją Burza. Niemiecki oddział zmotoryzowany miał za zadanie podpalić osadę. Przeciw nim wystąpili mieszkańcy, którym z pomocą przyszedł oddział dyspozycyjny Kedywu „Zagończyka”, a następnie oddziały Batalionów Chłopskich. W trakcie tych walk, do osady wkroczyła Armia Czerwona i Armia Krajowa.
W 1944 prawdopodobnie z rąk bojówki zginął Wojciech Popiołek, komendant Milicji Obywatelskiej w Końskowoli, w jego domu w pobliskich Sielcach. W lutym 1945 roku zginęła także jego żona i jej brat.
W latach 1954–1972 wieś należała i była siedzibą władz gromady Końskowola. W latach 1975–1998 miejscowość administracyjnie należała do ówczesnego województwa lubelskiego.
W XXI wieku podjęto próbę uzyskania statusu miasta. Pierwsza z nich, w 2007 roku zakończyła się niepowodzeniem. Po raz drugi rada gminy uruchomiła stosowną procedurę w 2020 roku, przystępując do organizacji konsultacji społecznych w tej sprawie. W konsultacjach wzięło udział 3128 mieszkańców, z czego 81% opowiedziało się za nadaniem miejscowości praw miejskich. 1 stycznia 2025 Końskowola odzyskała status miasta.

## Edukacja, kultura i rozrywka
W Końskowoli w 1953 roku został założony Zespół Pieśni i Tańca Powiśle, który od 1984 roku jest pod opieką Domu Chemika w Puławach. Miejscowy Dom Kultury organizuje corocznie Święto Róż, które, poświęcone promocji szkółkarstwa, jest również okazją do rodzinnego festynu. W Końskowoli istnieje Towarzystwo Ochrony Dziedzictwa Kulturowego Fara Końskowolska, zajmujące się promocją miejscowości i renowacją jej dziedzictwa kulturowego. W Końskowoli znajduje się również Szkoła Podstawowa im. Henryka Sienkiewicza wraz z Oddziałem Przedszkolnym, jak również przedszkole. 

## Sport
- Klub Sportowy „Powiślak” Końskowola – organizuje zajęcia treningowe, uczestniczy w rozgrywkach ligowych i turniejach w zakresie piłki nożnej, tenisa stołowego, piłki ręcznej oraz siatkówki
- Uczniowski Klub Sportowy „Olimp” – działa przy Zespole Szkół, organizuje zajęcia w zakresie siatkówki i koszykówki dla dzieci i młodzieży
- Klub Sportowy „Centrum Tang Soo Do” – upowszechnia i popularyzuje koreańskie sztuki walki Tang Soo Do, uczestniczy w zawodach w kraju i zagranicą

## Transport
Znajduje się tu przystanek kolejowy na linii kolejowej Warszawa – Lublin – Dorohusk.

## Zabytki
- Kościół parafialny pw. Znalezienia Krzyża św. i św. Andrzeja Apostoła, z około połowy XVI wieku, z unikatowym w skali kraju pomnikiem grobowym Vanitas (Marność Życia) – prawdopodobnie pomnikiem grobowym Łukasza z Bnina oraz Izabeli z Tęczyńskich Opalińskiej[44], oraz dziełami Tylmana z Gameren: nagrobkiem Zofii z Opalińskich Lubomirskiej i portalami.
- Dawny cmentarz przykościelny, upamiętniono tu pomnikami m.in. Franciszka Dionizego Kniaźnina oraz generała Józefa Orłowskiego,
- Kościół pw. św. Anny, dawny przyszpitalny, z 1613 r.,
- Klasycystyczny ratusz miejski z 1775 r.,
- Relikt cmentarza ewangelicko-augsburskiego.

## Turystyka
- Szlak Renesansu Lubelskiego

## Osoby związane z Końskowolą
Pominięto właścicieli dóbr końskowolskich, wymienionych osobno w artykule klucz końskowolski. Osoby wymieniono w kolejności chronologicznej:
- Andrzej Schoneus – ośmiokrotny rektor Wszechnicy Jagiellońskiej, proboszcz końskowolski (od 1606 najpóźniej do 1614),
- Grzegorz Piramowicz – Członek Komisji Edukacji Narodowej, proboszcz końskowolski (1785-1797),
- Józef Koblański – poeta, działacz edukacyjny, proboszcz końskowolski (1797-1798), zmarł w Końskowoli,
- Franciszek Zabłocki – poeta, komediopisarz, proboszcz końskowolski (1800-1821),
- Józef Orłowski – polski generał, zmarły w Końskowoli i tam pochowany,
- Franciszek Dionizy Kniaźnin – poeta, komediopisarz, mieszkał i zmarł w Końskowoli,
- Władysław Oleszczyński – grafik, medalier, urodzony w Końskowoli,
- Franciszek Sadurski – żołnierz podziemia, poseł, urodzony w Końskowoli,
- Julia Pirotte – znana belgijska fotograf, urodzona w Końskowoli,
- Alfons Faściszewski – kierownik szkoły w Końskowoli, późniejszy żołnierz podziemia,
- Małgorzata Sadurska (ur. 1975 w Puławach) – posłanka na sejm VI kadencji, sekretarz stanu w Kancelarii Premiera w sejmie V kadencji, współzałożyciel i członek TODK „Fara Końskowolska”.

## Końskowola w literaturze
Bardzo też liche piwsko w tej Końskowoli! – zauważył pan Zagłoba.